# Brasilotyphlus braziliensis
Brasilotyphlus braziliensis is een wormsalamander uit de familie Siphonopidae.
De soort werd voor het eerst wetenschappelijk beschreven door Stephen Troyte Dunn in 1945. Oorspronkelijk werd de wetenschappelijke naam Gymnopis braziliensis gebruikt. Het was lange tijd de enige soort uit het geslacht Brasilotyphlus, tot in 2009 een tweede soort aan het geslacht werd toegekend; Brasilotyphlus guarantanus.
Brasilotyphlus braziliensis komt voor in Zuid-Amerika en is endemisch in Brazilië. De wormsalamander leeft ondergronds in regenwouden. Sinds 1997 is de wormsalamander niet meer gezien en het exacte verspreidingsgebied is onbekend, maar goed onderzoek hiernaar heeft nog niet plaatsgevonden.
Over de levenswijze, het vermogen tot aanpassen aan een veranderend milieu en de bedreigingen van de soort is vooralsnog niets bekend.